# Haruennefer
Haruennefer (fl. circa 206 a.C.) è stato un faraone ribelle collocabile, da un punto di vista puramente cronologico, all'interno della dinastia tolemaica.

## Biografia
Forse di origini nubiane, Haruennefer seppe sfruttare il malcontento popolare causato dal cattivo governo di Tolomeo IV. Allo scoppio di una rivolta e col tacito consenso del clero tebano, assunse arbitrariamente i titoli faraonici e di fatto sottrasse al sovrano tolemaico il governo della Tebaide.

Considerando che si trattava di un usurpatore, le testimonianze dell'Horo Har[u]ennefer sono relativamente numerose: sono datati al suo regno svariati atti demotici di compravendita ed alcuni graffiti. Su queste testimonianze viene chiamato in modi abbastanza diversi, a causa delle trascrizioni demotiche e traslitterazioni greche: Hargonaphor, Hurgonaphor, Haronnophris, e persino Harmakhis.
Il suo successore fu Ankhuennefer, forse suo figlio.